# Garamapáti
Garamapáti (szlovákul Opatová) Garamújfalu településrésze, 1960-ig önálló község Szlovákiában, a Nyitrai kerület Lévai járásában.

## Fekvése
Lévától 10 km-re északkeletre fekszik.

## Története
1075-ben "Susolgi" néven említik először. 1209-ben "Susolgi", "Susolul" alakban szerepel. A 13. század közepén "Epati" alakban említi oklevél. Neve onnan származik, hogy egykor a garamszentbenedeki apátság birtoka volt. 1565-től az esztergomi káptalan birtoka. 1613-ban "Apáti" néven említik. 1828-ban 21 házában 151 lakos élt.
Vályi András szerint "APÁTI. Garam Apáti. (Opatovce) Tót falu Bars Vármegyében, birtokosa az Esztergomi Káptalanbéli Uraság, lakosai katolikusok, fekszik a’ Lévai járásban. Mivel e’ helységnek más javain kivűl szőlő hegye is van, mellyeknek allyán kaszálhatnak is esztendőnként, első Osztálybéli."
Fényes Elek szerint "Apáthi (Garan), tót falu, Bars vgyében, ut. p. Báthoz 1 mfd., 170 kath. lak. Bortermesztés. F. u. az esztergomi káptalan."
Bars vármegye monográfiája szerint "Garamapáti, a lévai járásban, Hont vármegye határán fekvő tót kisközség, 201 róm. kath. vallású lakossal. Hajdan a szent-benedeki apátsághoz tartozott, azután az esztergomi káptalan lett a birtokosa. A pápai tizedszedők jegyzékében is megtaláljuk Epati elferdített alakban, a mikor papja 12 garast fizetett, tehát már nagyobb község lehetett. A XVIII. század második felében Vieszka-Apáthi, majd egész tótosan Opatócz néven van említve. Templom nincsen a községben. Postája Garamújfalu, távirója és vasúti állomása Léva."
A trianoni békeszerződésig Bars vármegye Lévai járásához tartozott. Ezután hivatalosan Hronská Opatová, majd 1928-tól Opatová volt a neve. 1960-ban Garamújfaluval Nová Dedina néven egyesítették.

## Népessége
1910-ben 216, többségben szlovák lakosa volt, jelentős magyar kisebbséggel.
2001-ben Garamújfalu 1565 lakosából 1550 szlovák volt.

## Külső hivatkozások
- Garamújfalu hivatalos oldala
- Garamújfalu története (szlovákul)
- E-obce.sk